# Escola Politècnica de Mieres
L'Escola Politècnica de Mieres és una escola d'enginyeria de la Universitat d'Oviedo situada al campus de Mieres, Astúries (Espanya).

## Història
Al segle xviii, el Ministre de la Marina, l'asturià Antonio Valdés i Fernández Bazán, va encarregar a Gaspar Melchor de Jovellanos la redacció d'un informe sobre el carbó de les mines asturianes, i Jovellanos va incloure en aquest informe que perquè la comercialització del carbó asturià fos viable, era necessari, entre altres coses, que es milloressin les comunicacions i que es creés una escola tècnica encarregada de transmetre els coneixements científics i tècnics necessaris per a l'explotació de les mines. Fruit d'aquell informe inicial es va presentar en el 1840 un projecte de creació d'una escola pràctica per a Astúries, informat per Guillermo Schulz. En el 1844, per la Real Ordre de 15 de setembre s'aprova la creació d'una Escola de Capatassos de Mines a Astúries, el projecte de les quals remet al mes següent Guillermo Schulz al Ministeri, indicant que havia d'instal·lar-se a Avilés. En el 1845, per la Real Ordre de 14 de novembre, s'aprova el projecte de creació d'una Escola Pràctica de Mineria a Astúries, de tal forma que un curs s'impartiria a Gijón i un altre en Llangréu. Finalment, en el 1853, s'estableix una Escola Pràctica de Mines a Mieres, origen de l'actual Escola Politècnica de Mieres, per Real Ordre d'1 de desembre, i s'estableix el contracte de lloguer per part de la Casa-Palacio del Marquès de Camposagrado, al barri de la Vila, per a l'Escola, i a l'abril de 1855 s'inaugura l'activitat docent en aquest centre.
En el 1965, arran de l'aprovació dels nous plans d'estudi inclosos en l'Ordre Ministerial de 24 d'agost, deixa de dependre de l'escola de mines de Madrid, sent nomenat com a primer director Gonzalo Gutiérrez Quirós, i en 1966 pasa a denominar-se Escola d'Enginyeria Tècnica de Mieres.
En 1972, pel Decret de 10 de març, s'aprova la integració de l'escola a la Universitat d'Oviedo.
En el 2002 s'inaugura el nou Edifici Científic Tecnològic del campus de Mieres i es trasllada allí l'escola al setembre, passant a denominar-se Escola Universitària d'Enginyeries Tècniques de Mieres. En 2009 torna a canviar de nom a l'actual, i assumeix la impartició de la titulació d'Enginyeria Geològica.
Hi ha qui recorda que en una ocasió algú va preguntar pels alumnes mentre visitava la Universitat de Mieres, un mastodóntico complex que va suposar un cost de 133 milions d'euros amb càrrec als Fons Miners, amb capacitat per 6.000 alumnes, però que en el seu punt més alt ha rondat els 1.500. El gran ‘padrí’ de l'operació va ser José Ángel Fernández Vila.

## Titulacions
Titulacions adaptades a l'Espai Europeu d'Educació Superior:
- Pregrau:
  - Títol de grau en Enginyeria dels Recursos Miners i Energètics.
  - Títol de grau en Enginyeria Forestal i del Mitjà Natural.
  - Títol de grau en Enginyeria geomática i topografia.
  - Títol de grau en Enginyeria Civil.[5]
- Postgrau
  - Títol de màster en Soft Computing.
  - Títol de màster en Llar Digital i la seva Robòtica de Serveis.
  - Títol de màster en Teledetecció i Sistemes d'Informació Geogràfica.
  - Títol de màster en Camins, Canals i Ports.